# Saint-Loup (Loir-et-Cher)
Saint-Loup település Franciaországban, Loir-et-Cher megyében. Lakosainak száma 365 fő (2022. január 1.). Saint-Loup Anjouin, La Chapelle-Montmartin, Langon-sur-Cher, Maray, Mennetou-sur-Cher és Saint-Julien-sur-Cher községekkel határos.

## Népesség
A település népessége az elmúlt években az alábbi módon változott:
| Lakosok száma | 230  | 231  | 259  | 313  | 373  | 372  | 375  | 372  | 370  | 365  |
|               | 1968 | 1982 | 1990 | 2006 | 2013 | 2015 | 2017 | 2019 | 2020 | 2022 |